# Crotalaria warfae
Crotalaria warfae är en ärtväxtart som beskrevs av Mats Thulin. Crotalaria warfae ingår i släktet sunnhampor, och familjen ärtväxter. Inga underarter finns listade i Catalogue of Life.